# The Way I Am (Charlie Puth)
The Way I Am è un singolo del cantante statunitense Charlie Puth, pubblicato il 24 luglio 2018 come sesto estratto dal secondo album in studio Voicenotes.
Il brano è stato scritto e prodotto da Puth, con ulteriori scritti di Jacob Kasher. La canzone è stata inizialmente distribuita da Atlantic Records come secondo singolo promozionale il 3 maggio 2018, ed è stata inviata alla contemporary hit radio statunitense il 24 luglio come sesto singolo estratto dall'album.

## Promozione
Il 22 giugno 2018, Puth ha fatto la prima esibizione televisiva di The Way I Am al Radio Disney Music Awards del 2018. Il 17 luglio, ha eseguito la canzone durante le sue apparizioni televisive a The Tonight Show Starring Jimmy Fallon, così come Citi Concert Series su Today tre giorni dopo.

## Formazione
- Charlie Puth – composizione, produzione, registrazione
- Jacob Kasher – composizione
- Jan Ozveren – chitarra

## Classifiche
| Classifiche (2018) | Posizione massima |
| ------------------ | ----------------- |
| Belgio             | 39                |
| Francia            | 175               |
| Polonia            | 58                |